# Fujiwara no Kintō
En aquest nom japonès, el cognom és Fujiwara.

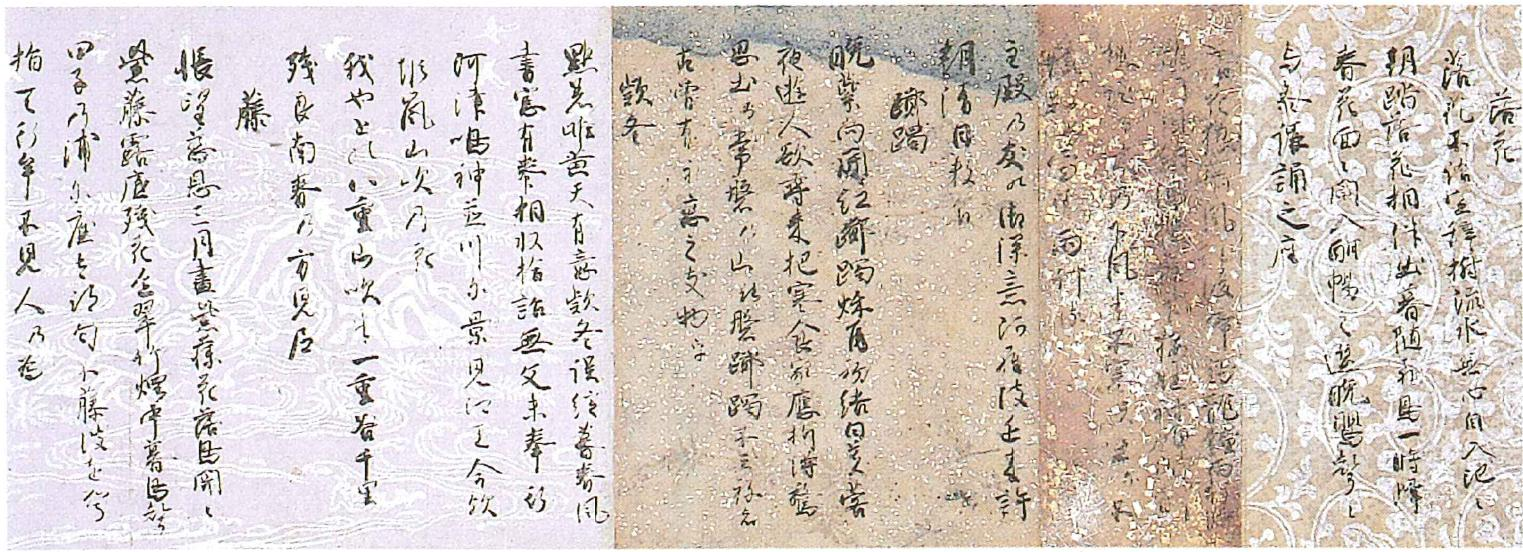
Poemes de l'antologia Wakan Rōeshiū, per Fujiwara no Kintō

Fujiwara no Kintō (japonès: 藤原 公任; 966 - 4 de febrer de 1041), també conegut com a Shijō Danaigon, fou un poeta japonés admirat pels seus coetanis i cortesà del període Heian. El seu pare era el regent Fujiwara no Yoritada i el seu fill fou Fujiwara no Sadayori. Fou famós com a cal·lígraf i poeta i esmentat en obres de Murasaki Shikibu, Sei Shōnagon i en moltes cròniques i texts.
Durant la seua vida, publicà poemes importants, i diverses antologies poètiques, com ara Shûi Wakashû. També creà el grup dels trenta-sis immortals de la poesia, l'Antologia de poemes dels trenta-sis poetes (Sanjūrokkasen), i apareixia sovint en obres d'ukiyo-e. Fou la primera persona amb Fujiwara no Teika, durant el període de 1009 i 1011, que s'inicià amb l'estudi dels poetes aspirants.
En la seua antologia apareixen, entre d'altres, els poetes Kakinomoto no Hitomaro, Ōtom no Yakamochi, Ono no Komachi, Fujiwara no Atsutada, Saigū no Nyōgo, etc.
A la cort Heian tenia la posició de nagon juntament amb Minamoto no Tsunenobu, Minamoto no Toshikata i Fujiwara no Yukinari, tots poetes famosos, i coneguts com el Shinagon (els quatre nagon).
Contribuí en l'antologia Shûi Wakashû de l'emperador Kazan (on hi havia quinze poemes seus), incloent-ne l'estructura durant 996 i 999, d'una col·lecció anomenada Shuisho.

## Notes

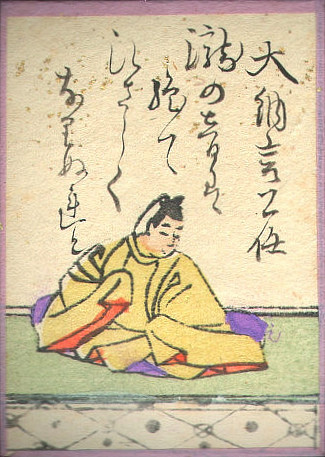
Fujiwara no Kintō, en el Hyakunin Isshu